# Vuilleumier-Kreisprozess

Skizze einer Vuilleumier-Pumpe

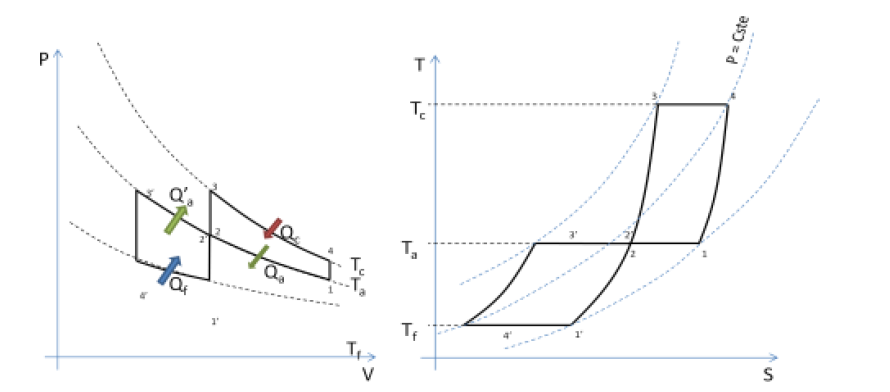
p-v-Diagramm und T-s-Diagramm einer Vuilleumier-Pumpe

p-v-Diagramm einer Vuilleumier-Pumpe

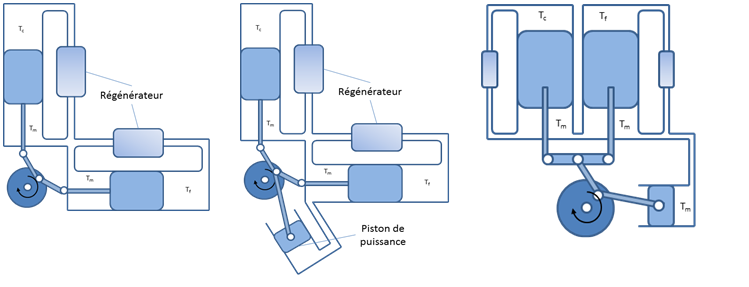
Verschiedene Typen einer Vuilleumier-Pumpe

Der Vuilleumier-Kreisprozess ist ein thermodynamischer Kreisprozess, der 1918 von seinem Erfinder Rudolph Vuilleumier in den USA patentiert wurde. Das deutsche Patent wurde im Jahre 1924 veröffentlicht.
Der Prozess ist ein thermisch regenerativer Gas-Kreisprozess ähnlich dem Prozess eines Stirlingmotors. Im Gegensatz zum Stirling-Prozess wird der Vuilleumier-Prozess aber linksläufig in Wärmepumpen und Kältemaschinen eingesetzt.

## Komponenten
In einer Vuilleumier-Pumpe kommen ähnlich dem Stirlingmotor die Komponenten:
- Verdrängerkolben
- Regenerator
- Schwungscheibe

zum Einsatz. Beim Stirling kommt noch der Arbeitskolben dazu. Schaltet man zwei Stirlingmaschinen zusammen, so kann man die erste als Kraftmaschine einrichten, die mittels einer thermischen Energiequelle betrieben wird, und die zweite als Arbeitsmaschine, nämlich als mechanisch betriebene Wärmepumpe.
Die Vuilleumier-Pumpe besteht aus zwei hintereinander geschalteten Verdichterelementen (Verdrängerkolben) mit drei Temperaturniveaus. Die Verdichterelemente trennen ein konstantes Gasvolumen in drei sich oszillierend ändernde Teilvolumina V1, V2, V3. Die Volumina V1 und V3 nehmen Wärme auf, das Volumen V2 gibt Wärme ab. Zwischen V1 und V2 sowie zwischen V2 und V3 befindet sich jeweils ein Regenerator R1, R2 und ein Verdichterelement K1, K2.

## Phasen

Skizze zu den Phasen

Die einzelnen Phasen des Kreisprozesses sind folgende:
- Phase I: Der Verdrängerkolben K1 minimiert das Volumen V1, der Regenerator R1 nimmt seine maximale Wärmemenge auf, das Volumen V2 erreicht sein Maximum, der Verdrängerkolben K2 minimiert das Volumen V3 etwas phasenverschoben zum minimalen Volumen V1. Die Temperatur in V3 ist höher als die Außentemperatur an den Kühlflächen und gibt dadurch Wärmeenergie ab. Die Temperatur in V3 kühlt sich ab.
- Phase II: Das Volumen in V3 verringert sich durch den Wärmeentzug, der Kolben K1 vergrößert das Volumen V1, das nun durch den Regenerator R1 und eine externe Wärmequelle aufgewärmt wird. Das Volumen V3 ist minimal.
- Phase III: Das Volumen V3 wird vergrößert, durch den entstehenden Unterdruck und durch den Regenerator R2 kühlt sich das Gas in V3 ab und nimmt Wärme aus der Umgebung auf. Das Volumen V2 ist minimal.
- Phase IV: Der Kolben K1 bewegt sich nach oben, das Volumen V2 vergrößert sich, das Volumen V1 verkleinert sich.

Es gelten folgende physikalische Zusammenhänge:
- In Phase I und II wird Wärmeenergie vom Volumen V2 nach außen abgegeben (Kompressionswärme).
- Der Gesamtdruck erhöht sich stetig in Phase I und II (isothermer Druckanstieg).
- In Phase III und IV wird Wärmeenergie vom Volumen V1 und V3 aufgenommen (Expansionskühlung).
- Der Gesamtdruck verringert sich stetig in Phase III und IV (isotherme Expansion).

## Anwendungsgebiete
Die Vuilleumier-Wärmepumpe wurde bisher für sehr spezielle Einsatzzwecke gebaut, beispielsweise für die Kühlung von Infrarotsensoren oder zur Fangkühlung von Fischkuttern. Zurzeit (Stand 2000) laufen einige interessante Forschungen auf diesem Gebiet, da neuartige Materialien das Einsatzspektrum (z. B. zur Trinkwassererwärmung und Raumheizung) dieser Wärmepumpe stark erweitern.
Als Arbeitsgas kommt u. a. Helium oder Wasserstoff zum Einsatz.